# 莱顿
莱顿（發音：[ˈlɛi̯də(n)] ⓘ；旧作“Leyden”）是荷兰南荷兰省的一个城市与市镇，拥有118,000名居民。它与乌赫斯特海斯特（Oegstgeest）、莱德多普（Leiderdorp）、福尔斯霍滕（Voorschoten）、法尔肯堡（Valkenburg）、莱茵斯堡（Rijnsburg）、卡特韦克（Katwijk）形成了一个城区，拥有254,000名居民。更大的莱顿城市群拥有332,000名居民，是荷兰第六大城市群。它位于旧莱茵河（Oude Rijn）上，其南端距离中央政府所在地海牙20公里，其北端距离哈勒姆40公里很近。卡赫湖(Kagerplassen)休闲区正好在莱顿东北部。
莱顿自1575年成为大学城，如今拥有莱顿大学和莱顿大学医学中心（Leids Universitair Medisch Centrum, LUMC）。

## 历史
虽然莱顿是一个古老的城市，但所谓该城延续自古罗马的卢格杜努姆·巴塔沃鲁姆（Lugdunum Batavorum）之言为谬误。古罗马的卢格杜努姆实际上靠近莱顿附近的猫滩郊区，而靠近今日莱顿的古罗马定居点是玛提洛（Matilo）。但是4世纪有一个古罗马要塞建在莱顿。

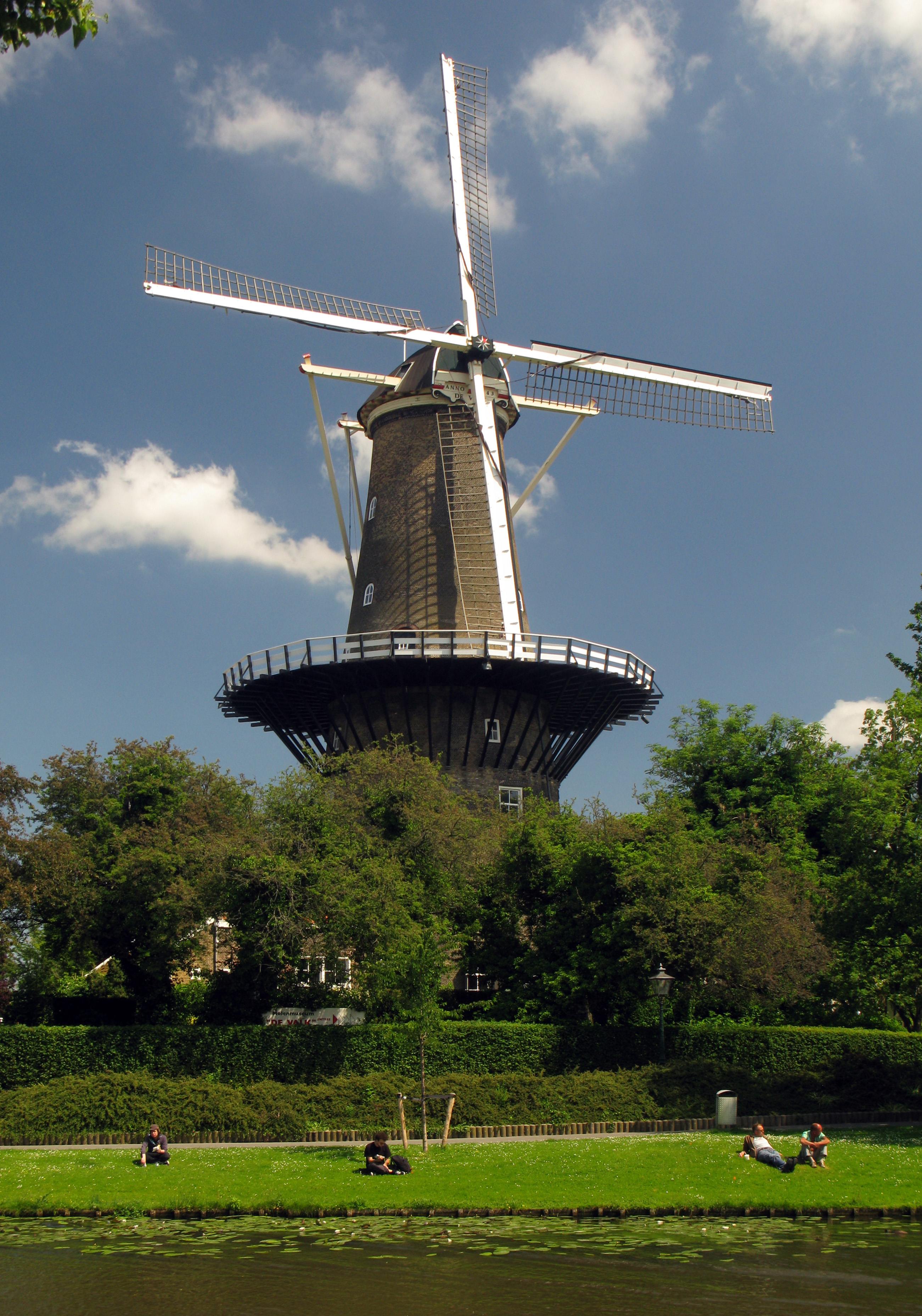
德·法尔克风车

莱顿建在一座人造山丘上（今称为莱顿城堡 (Burcht van Leiden)），位于旧莱茵河和新莱茵河的交汇处。提及此处的最古老的文献作于约860年，当时这里被称为Leithon。在该山丘上的据点内的莱顿的地主，最初受乌得勒支主教支配，但在1100年左右领主（burgrave）们改隶属于荷兰伯国。本伯国1101年得名于该据点附近的一个领地：Holland或称 Holtland。
莱顿于1047年被神圣罗马帝国皇帝亨利三世劫掠。13世纪初，阿达 (荷兰女伯爵)（Ada, Countess of Holland）来到这里避难，当时她正在与她的叔叔威廉一世 (荷兰伯爵)（William I, Count of Holland）进行内战。后者围困了据点并俘虏了阿达。
莱顿在1266年获得了城市权。1389年，其人口已增长到约4000人。

### 1420年围困
1420年，在鱼钩和鳕鱼战争（Hoekse en Kabeljauwse twisten）中，巴伐利亚公爵约翰（Duke John of Bavaria）率领其军队从豪达向莱顿进攻，因为莱顿没有向新的荷兰伯爵杰奎琳 (埃诺女伯爵)——他的侄女和荷兰伯爵威廉六世唯一的女儿交钱。这支军队装备精良，有一些枪支。
城主菲利普斯·范·瓦瑟纳尔和其他本地Hoekse贵族假定公爵将首先围攻莱顿，再派出小部队征服周边城塞。但巴伐利亚的约翰选择先攻打城塞。
他派军队滚推大炮，如每条船运一门炮都会超载。通过向大门和墙壁发射铁球，城塞一一倒塌。在一周内，巴伐利亚的约翰征服了普尔海斯特（Poelgeest）、泰尔杜斯（Ter Does）、霍赫马德（Hoichmade）、德宰尔（de Zijl）、泰尔瓦尔德（ter Waerd）、瓦尔蒙德（Warmond）和德帕登普尔（de Paddenpoel）的城堡。
6月24日军队出现在莱顿的城墙外。 1420年8月17日，经过两个月的围攻，莱顿城向巴伐利亚的约翰投降。菲利普斯·范·瓦瑟纳尔被剥夺了头衔和权利，在监禁中度过了余生。

### 16至18世纪

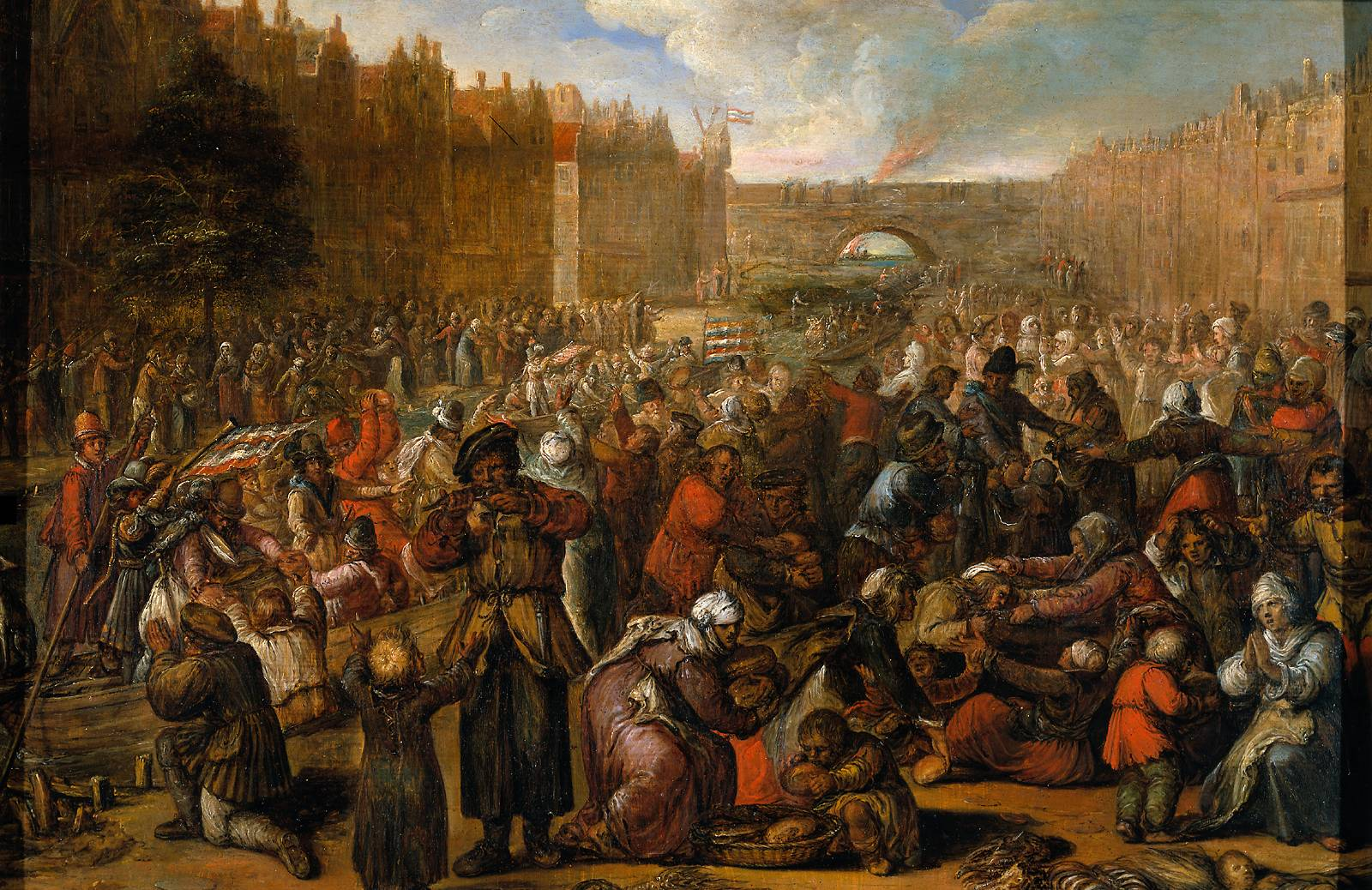
《萊顿解放》，奥托·凡·维恩，1574

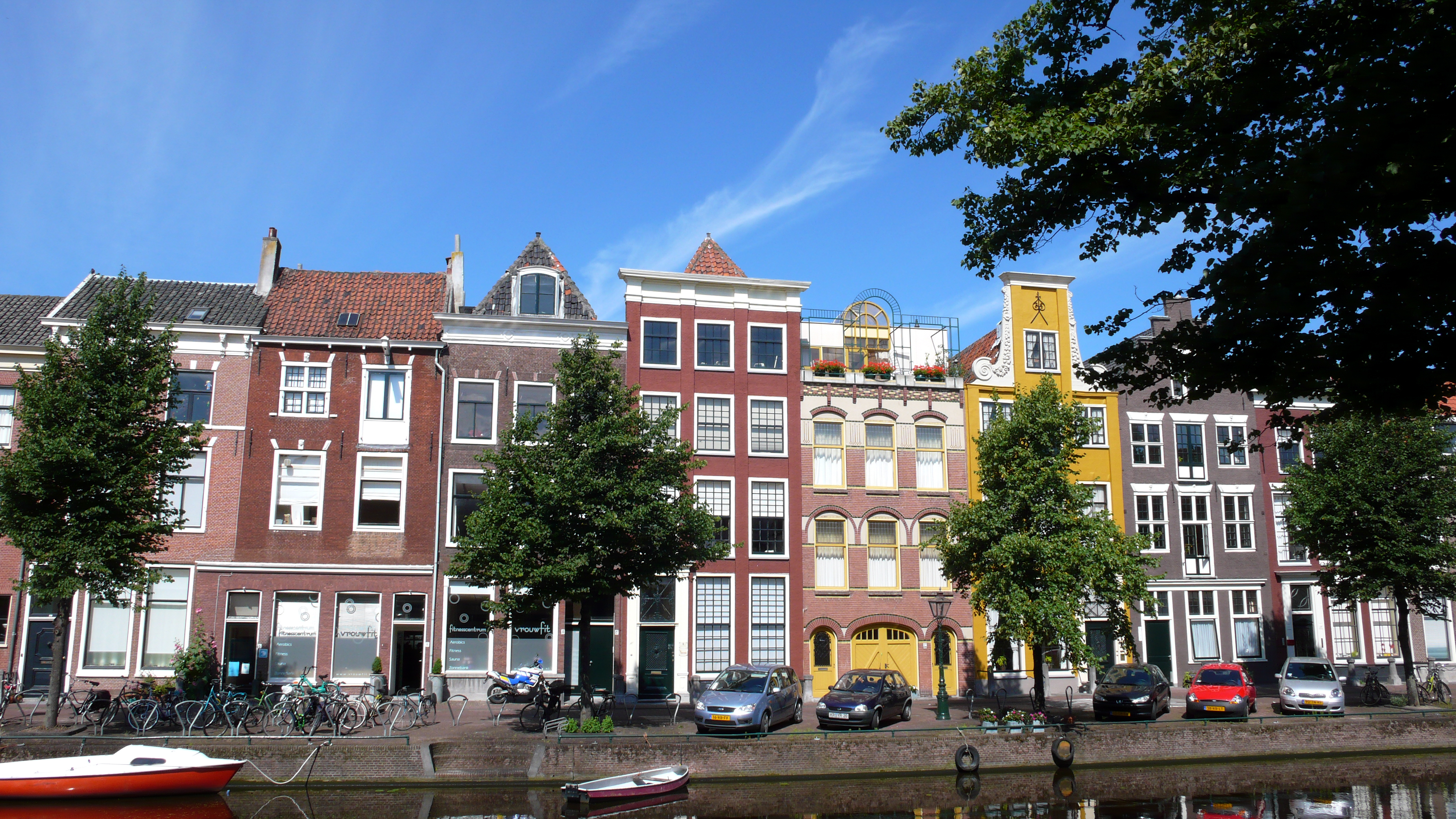
Herengracht旁边17世纪的住宅

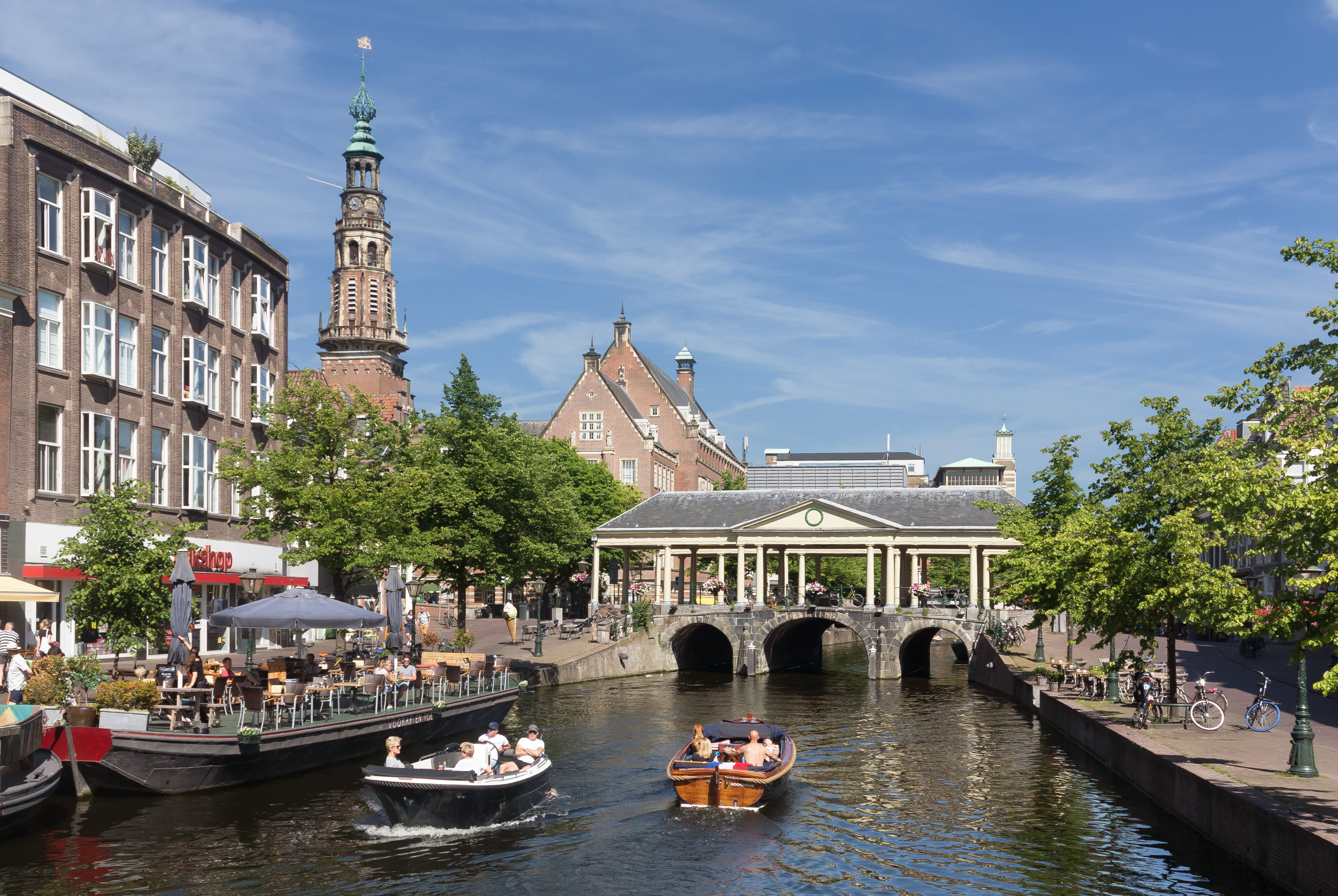
Koornbrugsteeg

莱顿在16世纪和17世纪繁荣起来。15世纪末，莱顿的纺织机构（主要是宽幅细毛织品broadcloth）非常重要，在驱逐西班牙人后，莱顿布，莱顿台面呢和莱顿羽纱成为人所尽知的术语。在同一时期，莱顿发展了重要的印刷及出版业。颇具影响力的出版商克里斯托费尔·普朗坦（Christoffel Plantijn）曾住在这里。他的学生之一洛德韦克·埃尔泽维尔（Lodewijk Elzevir）（1547年-1617年）建立了莱顿最大的书店和印刷厂，这份生意被他的后代延续至1712年，该名称此后延用至今，如今的出版商埃尔塞维尔（Elsevier）即使用Elzevir的变体为名称。
1572年，全市与荷兰起义者站在一起反抗西班牙，在八十年战争中发挥了重要作用。1574年从5月直到10月，莱顿一直被西班牙围困。通过破坏堤防，船只可以向四面是水的城镇提供粮食，莱顿从而得以解围。作为前一年英勇抵抗的奖励，1575年威廉一世建立了莱顿大学。每年10月3日，即本城解围之日，莱顿必举行庆祝活动。传说市民们当时可选择建立一所大学或豁免某些税收，市民们选择了大学。值得注意的是，这次围困也是欧洲首次发行纸币之时，纸币是利用祈祷书的纸加盖流通硬币的模具制成，因为当时银已经用光。
莱顿也是17世纪早期清教徒前辈移民（Pilgrims）（以及新阿姆斯特丹的第一批移民中的一些人）生活（并开办了一座印刷厂）的地方。此后他们离开莱顿去了新世界的马萨诸塞和新阿姆斯特丹。
17世纪，莱顿极其繁荣，原因之一是从弗兰德来的难民推动了纺织工业。1574年的围攻使莱顿失去了其15,000名市民中的约三分之一，但在1622年很快恢复到45,000名居民，到1670年可能有大约70,000名居民。在荷兰黄金时代，莱顿是荷兰的第二大城市，仅次于阿姆斯特丹。
从17世纪后期开始，莱顿逐渐衰落，主要是因为布业衰落。到19世纪初，台面呢的制造完全终止，虽然工业仍然是莱顿经济的中心。这一衰落由人口下降生动地描绘出来。莱顿的人口在1796年和1811年之间已降到30000人，而到1904年为56044人。
从17世纪至19世纪初，莱顿是当时最重要的期刊之一Nouvelles Extraordinaires de Divers Endroits出版的地方，该期刊又称“Gazette de Leyde”。

### 新省份的出現（1795－1840）
今日的北荷蘭省源自於1795年至1813年的法國統治時期。這段期間是荷蘭省分系統非常混亂的時期。1795年，巴達維亞共和國成立，舊有的省分被廢止。1798年4月23日所頒布的憲法徹底改變舊有的分界。共和國分為八個人口相近的省（Departement）。其中，「荷蘭」分成泰瑟爾（Texel）、阿姆斯特爾（Amstel）、代爾夫（Delf）、斯海尔德-马斯（Schelde en Maas）和莱茵（Rijn）五省。前三省在舊荷蘭境內，後兩者還包含其他省的部分地區。1801年，在原來的「荷蘭」地區成立荷蘭省。這次的改制雖然短暫，但也出現了分離「荷蘭」減少權力的想法。
1807年，「荷蘭」再度改制。這次分為「阿姆斯特蘭」（Amstelland，相當於現今的北荷蘭省）與「馬斯蘭」（Maasland，相當於現今的南荷蘭省）兩省。這次的改制依然沒有維持很久。1810年，全荷蘭併入法蘭西帝國。阿姆斯特爾蘭和烏特勒支合併為须德海省（Zuiderzee），馬斯蘭重新命名為馬斯河口（Monden van de Maas）。
1813年，法國戰敗。1814年憲法頒布，國家由省和地區（Landschappen）所組成。須德海省和馬斯河口重新合併為「荷蘭省」。憲法委員會中，有人表示，為了尊重當地人民的情感，應重新採用「荷蘭與西菲士蘭」的名稱，但遭到否決。
然而，先前的分割沒有完全撤銷。荷蘭省在1814年重新成立時，設立了兩個執政單位，一個是先前的阿姆斯特蘭（現今的北荷蘭省），另一個是馬斯蘭（現今的南荷蘭省）。即使兩地區合併，有時兩個地區依然被認為是不同的，分離的想法也依然存在。

### 1840年～至今
2011年南荷蘭省的蘭斯台德地區則希望在此重新劃分案中也加入這個預想的省份－兰斯塔德。

## 博物馆
以下是位于莱顿的博物馆（截至2011年）：
- 荷兰国立民族学博物馆-Museum Volkenkunde
- 布尔哈夫博物馆-Museum Boerhaave
- 莱顿大学医学中心解剖学博物馆-Anatomisch Museum
- 莱顿植物园-Hortus botanicus
- 学术史博物馆-Academisch Historisch Museum
- Naturalis-Naturalis
- 荷兰国立古物博物馆-Rijksmuseum van Oudheden
- 莱顿印刷博物馆-Drukkerijmuseum Leiden
- 莱顿美国朝圣先辈博物馆-Leiden American Pilgrim Museum
- 莱顿布料厅市立博物馆-Stedelijk Museum De Lakenhal
- 德·法尔克市立风车博物馆-Stedelijk Molenmuseum De Valk
- 制车者博物馆-Wagenmakersmuseum
- 莱顿纺织者住宅-Het Leids Wevershuis
- 西博尔德住宅-Sieboldhuis
- 圣亚纳济贫院-St. Annahofje

## 友好城市
莱顿的友好城市包括：
- 日本长崎市
- 南非布法羅
- 尼加拉瓜惠加尔帕
- 德国克雷费尔德
- 英国牛津
- 波兰托伦

### 博物馆和图书馆
- Stedelijk Museum de Lakenhal
- Rijksmuseum van Oudheden
- Naturalis
- Rijksmuseum Volkenkunde
- Museum Boerhaave
- Molen de Valk (site in Dutch) （页面存档备份，存于）
- Hortus Botanicus （页面存档备份，存于）
- Leiden American Pilgrim Museum （页面存档备份，存于）
- Penningkabinet
- Universiteitsbibliotheek Leiden （页面存档备份，存于）
- Siebold House （页面存档备份，存于）
- CORPUS （页面存档备份，存于）

### 地区
- map